# Lakeville (Indiana)
Lakeville és una població dels Estats Units a l'estat d'Indiana. Segons el cens del 2000 tenia 567 habitants.

## Demografia
Segons el cens del 2000, Lakeville tenia 567 habitants, 274 habitatges, i 143 famílies. La densitat de població era de 421 habitants/km².
Dels 274 habitatges en un 21,2% hi vivien nens de menys de 18 anys, en un 35% hi vivien parelles casades, en un 13,9% dones solteres, i en un 47,8% no eren unitats familiars. En el 43,1% dels habitatges hi vivien persones soles el 12,8% de les quals corresponia a persones de 65 anys o més que vivien soles. El nombre mitjà de persones vivint en cada habitatge era de 2,07 i el nombre mitjà de persones que vivien en cada família era de 2,9.
Per edats la població es repartia de la següent manera: un 22,2% tenia menys de 18 anys, un 11,6% entre 18 i 24, un 28,7% entre 25 i 44, un 18,7% de 45 a 60 i un 18,7% 65 anys o més.
L'edat mediana era de 37 anys. Per cada 100 dones de 18 o més anys hi havia 86,9 homes.
La renda mediana per habitatge era de 28.438 $ i la renda mediana per família de 43.309 $. Els homes tenien una renda mediana de 31.033 $ mentre que les dones 23.036 $. La renda per capita de la població era de 15.885 $. Entorn del 13,5% de les famílies i el 13,6% de la població estaven per davall del llindar de pobresa.

## Poblacions més properes
El següent diagrama mostra les poblacions més properes.